# Photinia callosa
Photinia callosa là loài thực vật có hoa trong họ Hoa hồng. Loài này được Chun ex K.C. Kuan miêu tả khoa học đầu tiên năm 1963.